# Kuro Kami
Kurokami (黒神 Kuro Kami?, lit. Dios negro) es un manga escrito por Lim Dall-Young e ilustrado por Park Sung-Woo. Square Enix publica el manga en la revista bimestral Young Gangan. La historia se desarrolla inicialmente en el actual Tokio, y luego en la Isla de Okinawa. La palabra "Kuro" en el título hace referencia al personaje Kuro, ya que significa negro en japonés. "Kami", en el título, hace referencia al hecho de que Kuro es un superhumano. En Francia y otros países de habla francesa, el manga se conoce con el nombre de Kurokami: Black God.
El manga es creado enteramente por un equipo de coreanos que realizan manhwas, encabezados por Lim y Park. En los omakes, al final de cada volumen del manga, se burlaban del hecho de que ninguno de ellos sabe hablar, leer o escribir japonés.
La adaptación a anime es conocida como Kurokami: The Animation y fue realizada por Sunrise; se estrenó simultáneamente en Japón y Estados Unidos el 8 de enero de 2009, mientras que Corea del Sur se emitió el 9 de enero de 2009.

## Argumento
Keita Ibuki, un chico de 19 años de edad, conoce a una Mototsumitama llamada Kuro, mientras cenaba en un puesto de ramen. Él le da su cena, un plato de ramen, y trata de protegerla cuando es atacada, en una emboscada, por un desconocido Guardián Tera. Keita pierde un brazo durante otra pelea entre Kuro y otro Guardián Tera, pero Kuro es capaz de salvarle la vida mediante el intercambio de su brazo por la de ella (En el anime, su corazón es herido e intercambiado por el de ella). Esto crea un contrato entre ellos, lo que la hace más poderosa que antes. Sin embargo, Kuro le advierte a Keita que deben estar juntos todo el tiempo porque su corazón se necrosaría si está lejos del cuerpo principal.

## Personajes
- Keita Ibuki

En el anime es un simple estudiante de secundaria que no se quiere relacionar mucho con las personas debido a que cree que les traerá infortunio, de personalidad algo arrogante, tímida y poco social. Mientras que en el manga es un programador de videojuegos que junto a dos de sus amigos consigue tener su primer éxito en una compañía.
- Kuro Shishigami

Es una chica de pelo rojizo que tiene ojos rojo al igual que su cabello es una Mototsumitama, un dios que protege el equilibrio de coexistencia salvo a keita dándole su corazón y así formando un contrato con este 
- Akane Sano

- Puni Puni

## Terminología
- Tera Guardian/Mototsumitama: Seres semejantes a Dios encargado de mantener el equilibrio de la existencia.
- Doppelganger: uno de cada tres personas con los organismos y las mentes idénticas que comparten el mismo destino. Cada ser humano normal empieza como un doppeliner. Si dos de ellos se encuentran, ambas mueren. La suerte y el destino del resto de los dos van a la persona restante, denominada raíz, dándoles buena suerte.
- Minus/Negative Root: Cuando un alter ego mata al Doppeliner que debería haberse convertido en la raíz, todos los otros flujos de suerte van al alter ego, pero en forma de suerte negativa. Ellos tiene que conseguir constantemente el Tera de otras personas para sobrevivir, ya que su Tera disminuye.
- Contrato: Un pacto o un enlace entre un humano y un Mototsumitama. En el manga, Kuro intercambia su brazo izquierdo con el de Keita para salvarle la vida y se formó el contrato; en el anime, Kuro intercambia su corazón con el de Keita.
- Synchro: El mayor poder que otorga el contrato. Cuando se alcanza sincronización, el poder del Guardián Tera se multiplica. Sin embargo, la pareja humana recibe de igual forma las lesiones que reciba el Guardián Tera.
- Exceed: Habilidades utilizados por el Guardián de Tera, una vez que la sincronización ha iniciado. Cada Guardián Tera tiene un único Exceed, y algunos pueden ser peligrosos para el socio humano, debido a la elevada utilización de tera, excepto kuro que tiene 3 exceed, que son mega exe, giga exe y tera exe
- Tribal Ends: Seres humanos que tienen poderes de Guardianes Tera
- Tera: Fuerza de la vida espiritual que habita en todas las formas de vida. Los Mototsumitama generalmente forman los contratos con seres humanos que tienen altas cantidades de tera, ya que les permite utilizarla con más frecuencia.
- Alter Ego: Un ser humano que haya conocido a sus doppeliner, pero sin embargo, no ha muerto. Los alter ego rompen el equilibrio de coexistencia. Los Mototsumitamas, que se encargan de mantener el equilibrio, matan a los alter ego para proteger el equilibrio de coexistencia.
- Thousands: Reliquias hechas por los Mototsumitamas que se dan a los seres humanos como un medio de defensa personal. Al canalizar sus tera, estas reliquias activan sus efectos específicos (es decir, el Anillo de Excel crea el Escudo Hexa que bloquea ataques o crea una atracción gravitacional). También tiene la capacidad de transferir de un tera contractual a otro.
- Pure Place (También conocida como Tierra Santa): Un área desolada que visitan pocos humanos y está rodeada por una barrera hecha por los Guardianes Tera para alejar a los seres humanos y preservar el flujo tera, y mantenerlo puro.
- European Alliance (También conocido como "The Noble One") : Una alianza de cuatro grupos de Guardianes Tera en Europa, establecida con el objetivo de apoyar a los Guardianes Tera con la extinción de alter ego y la preservación del equilibrio de coexistencia.

Los nombres de los cuatro grupos de Guardianes en Tera de "The Noble One" son: Norman Majestic Council, The Celt Alliance, Roman Cognate y el German High-Council.